# Paramecera xicaque
Paramecera xicaque är en fjärilsart som beskrevs av Tryon Reakirt 1866. Paramecera xicaque ingår i släktet Paramecera och familjen praktfjärilar. Inga underarter finns listade i Catalogue of Life.